# Louis-François-Alexandre de Jarente de Senas d'Orgeval
Louis-François-Alexandre de Jarente de Senas d'Orgeval (Bressieux, 1º giugno 1746 – Parigi, 30 ottobre 1810) è stato un vescovo cattolico francese.

## Biografia
Monsignor Louis-François-Alexandre de Jarente de Senas d'Orgeval nacque nel castello di Soissons a Bressieux il 1º giugno 1746 ed era il figlio di Balthazar-Alexandre de Jarente, marchese de Senas e Orgeval.

### Formazione e ministero sacerdotale
Fu ordinato presbitero per l'arcidiocesi di Vienne. Nel 1770 monsignor Étienne-Charles de Loménie de Brienne lo nominò vicario generale dell'arcidiocesi di Tolosa. Il 25 gennaio 1777 venne nominato agente generale del clero dalla provincia ecclesiastica di Tolosa.

### Ministero episcopale
Il fatto di condurre uno stile di vita dispendioso non gli impedì di diventare vescovo. Il 29 ottobre 1780 venne infatti selezionato come vescovo coadiutore di Orléans. All'epoca la diocesi era retta da un suo zio, monsignor Louis-Sextius Jarente de La Bruyère. L'11 dicembre dello stesso anno papa Pio VI confermò l'elezione e lo nominò vescovo titolare di Olba. Ricevette l'ordinazione episcopale il 18 febbraio successivo dal vescovo di Orléans Louis-Sextius de Jarente de La Bruyère, coconsacranti il vescovo di Chartres Jean-Baptiste-Joseph de Lubersac e quello di Vence Antoine-René Bardonnenche.
Il 28 maggio 1788, giorno della morte dello zio, gli succedette alla medesima sede. La diocesi di Orléans, con 50 000 lire di rendite all'anno, era molto ricca.
Fu uno dei quattro vescovi canonicamente installati prima del 1790 ad accettare di fare parte della Chiesa costituzionale. Nel 1791 papa Pio VI lo accusò di apostasia e lo depose. Lo stesso anno venne nominato dal governo rivoluzionario vescovo costituzionale di Loiret. Monsignor d'Orgeval evitò tuttavia di partecipare alle cerimonie di investitura dei vescovi costituzionali neoeletti. Il 22 novembre 1793 rassegnò le dimissioni. Non venne sostituito come capo della diocesi di Loiret che fu amministrata da un presbiterio. Il 2 agosto 1801, poco dopo la firma del Concordato, ribadì le sue dimissioni.
Per guadagnarsi da vivere lavorò come bibliotecario all'Arsenale e poi come professore in un collegio.
Morì a Parigi il 30 ottobre 1810 all'età di 64 anni.

## Genealogia episcopale
La genealogia episcopale è:
- Cardinale Guillaume d'Estouteville, O.S.B.Clun.
- Papa Sisto IV
- Papa Giulio II
- Cardinale Raffaele Sansone Riario
- Papa Leone X
- Papa Paolo III
- Cardinale Francesco Pisani
- Cardinale Alfonso Gesualdo di Conza
- Papa Clemente VIII
- Cardinale Pietro Aldobrandini
- Cardinale Laudivio Zacchia
- Cardinale Antonio Barberini, O.F.M.Cap.
- Cardinale Nicolò Guidi di Bagno
- Arcivescovo François de Harlay de Champvallon
- Cardinale Louis-Antoine de Noailles
- Vescovo Jean-François Salgues de Valderies de Lescure
- Arcivescovo Louis-Jacques Chapt de Rastignac
- Vescovo Louis-François-Renaud de Villeneuve
- Vescovo Louis-François-Gabriel d'Orléans de La Motte
- Vescovo Louis-Sextius de Jarente de La Bruyère
- Vescovo Louis-François-Alexandre de Jarente de Senas d'Orgeval